# Enzio Sevón

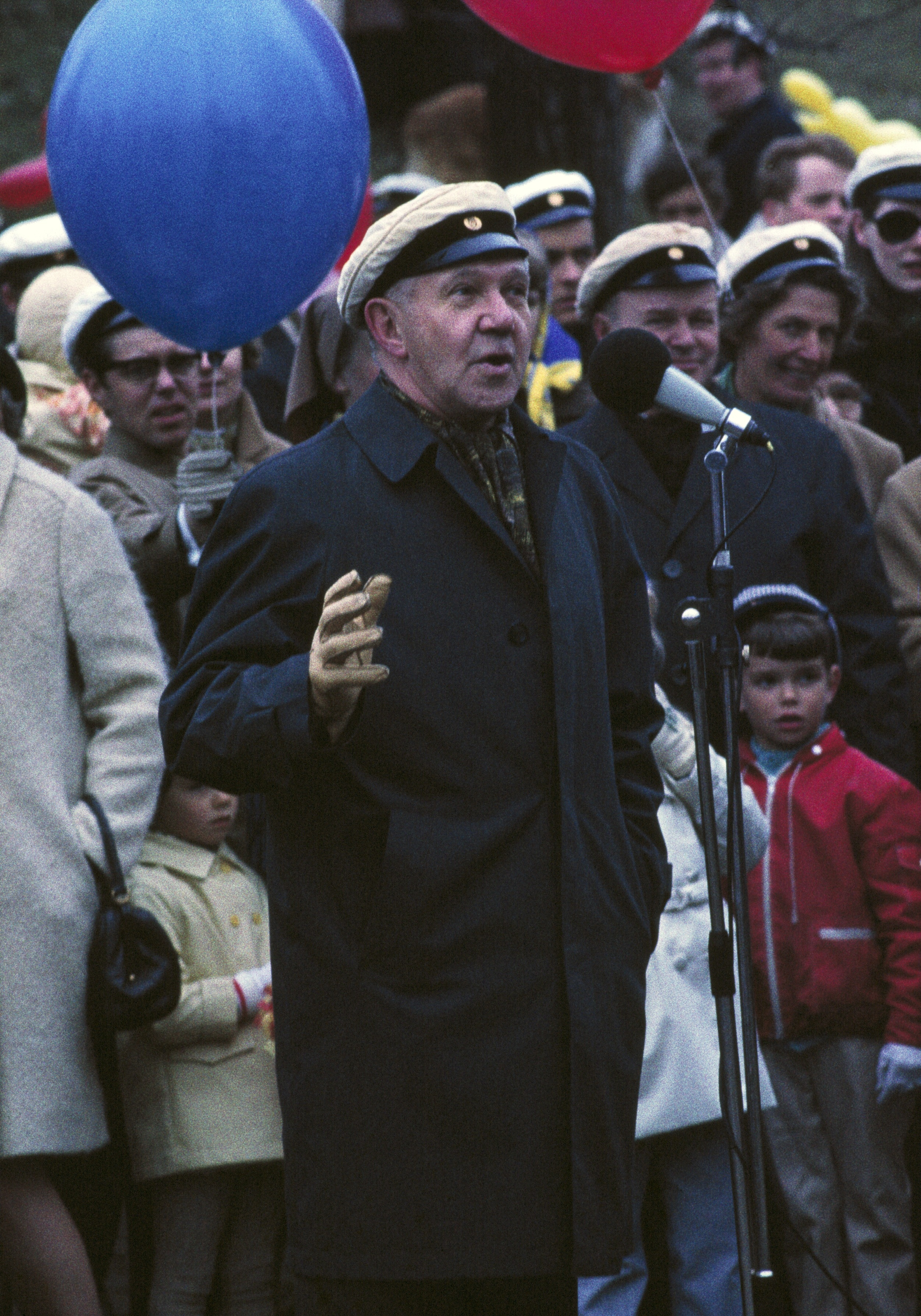
Enzio Sevón år 1968.

Enzio Arvid Rafael Sevón, född 11 augusti 1906 i Kyrkslätt, död 31 mars 1998 i Grankulla, var en finlandssvensk journalist.
Sevón utexaminerades 1927 från Svenska handelshögskolan, var 1929–1935 anställd vid några försäkringsbolag och 1935–1952 chef för Hufvudstadsbladets sportredaktion (signaturen Kim). Han debuterade 1935 som radioreporter och blev senare framförallt känd som idrottsreporter.
Sevón var 1952–1972 anställd vid Rundradion, bland annat som chef för reportageavdelningen 1958–1965. Åren 1953–1973 var han därtill chefredaktör för Sportpressen. År 1986 utgav han memoarverket Optimist och kosmopolit.